# ヴェンカタ1世
ヴェンカタ1世（テルグ語：వేంకట, タミル語：வெங்கடா, Venkata I, 生年不詳 - 1542年）は、南インドのヴィジャヤナガル王国、トゥルヴァ朝の君主（在位：1542年）。本名はヴェンカタ・ラーヤ（Venkata Raya）あるいはヴェンカタードリ・ラーヤ（Venkatadri Raya）という。

## 生涯
1542年、父王アチュタ・デーヴァ・ラーヤが死亡したため、その幼い息子であるヴェンカタ1世が王位を継承した。だが、その権力は1530年代中頃に頭角を現した母方の叔父であるサラカージュ・チンナ・ティルマラに握られていた。
しかし、クリシュナ・デーヴァ・ラーヤの娘婿ラーマ・ラーヤも同様に権力を握った人物であり、サラカージュ・チンナ・ティルマラとラーマ・ラーヤのアーラヴィード家との対立が鮮明になった。
同年、ヴェンカタ1世はこの争いの中で、サラカージュ・チンナ・ティルマラによって殺害された。このとき、ほか多くの王族が殺害されたという。

## 死後
ヴェンカタ1世殺害後、ラーマ・ラーヤは弟のティルマラ・デーヴァ・ラーヤとともに、運よくグッティ城に逃げていたヴェンカタ1世の従兄弟にあたるサダーシヴァ・ラーヤの擁立を掲げた。
サラカージュ・チンナ・ティルマラはこれを聞き、ビジャープル王イブラーヒーム・アーディル・シャー1世を首都ヴィジャヤナガルに呼び、彼を7日間その王座に置いた。だが、ヴィジャヤナガルの貴族らはこれを受け入れず、ビジャープル王にきちんとした代償を支払うことを条件に首都から退去させた。
1543年初頭、サラカージュ・チンナ・ティルマラがヴィジャヤナガルで王位を宣し、ラーマ・ラーヤに戦いを挑んたが、同年中頃までに敗北して殺害された。これにより、サダーシヴァ・ラーヤを擁したラーマ・ラーヤがその弟ティルマラ・デーヴァ・ラーヤとともに王国の政権を牛耳ることとなった。

## 関連文献
- Prof K.A. Nilakanta Sastry, History of South India, From Prehistoric times to fall of Vijayanagar, 1955, OUP, New Delhi (Reprinted 2002)